# Solanum viarum
Espèce
Solanum viarum est une espèce de plantes herbacées du genre Solanum de la famille de Solanaceae, originaire d'Amérique du Sud.
Cette plante est l'un des hôtes primaires du doryphore de la pomme de terre.

## Distribution
L'aire de répartition originelle de Solanum viarum s'étend dans le cône sud de l'Amérique du Sud :  nord-est de l'Argentine, Paraguay, Uruguay, est du Brésil ; elle a été naturalisée en Afrique, dans le sous-continent indien, et dans le sud-est des États-Unis où elle est classée comme plante envahissante.